# Goede tijden, slechte tijden (seizoen 25)
Het vijfentwintigste seizoen van Goede tijden, slechte tijden startte op 1 september 2014. Het seizoen werd elke werkdag uitgezonden op RTL 4. In september 2020 werd het volledige seizoen uitgebracht op dvd.

## Rolverdeling

### Aanvang
Het vijfentwintigste seizoen telde 220 afleveringen (aflevering 4966-5185)
| Acteur               | Personage       | Afleveringen |
| -------------------- | --------------- | ------------ |
| Jette van der Meij   | Laura Selmhorst | Hele seizoen |
| Bartho Braat         | Jef Alberts     | Hele seizoen |
| Caroline De Bruijn   | Janine Elschot  | Hele seizoen |
| Erik de Vogel        | Ludo Sanders    | Hele seizoen |
| Inge Schrama         | Sjors Langeveld | Hele seizoen |
| Everon Jackson Hooi  | Bing Mauricius  | Hele seizoen |
| Marly van der Velden | Nina Sanders    | Hele seizoen |
| Ruud Feltkamp        | Noud Alberts    | Hele seizoen |
| Gigi Ravelli         | Lorena Gonzalez | 4966–5019    |
| Marjolein Keuning    | Maxime Sanders  | Hele seizoen |
| Ferry Doedens        | Lucas Sanders   | Hele seizoen |
| Joep Sertons         | Anton Bouwhuis  | Hele seizoen |
| Elvira Out           | Bianca Bouwhuis | 4966–5171    |
| Guido Spek           | Sjoerd Bouwhuis | Hele seizoen |
| Robin Martens        | Rikki de Jong   | Hele seizoen |
| Dilan Yurdakul       | Aysen Baydar    | Hele seizoen |
| Beau Schneider       | Tim Loderus     | Hele seizoen |
| Pip Pellens          | Wiet van Houten | Hele seizoen |
| Oscar Aerts          | Vincent Muller  | Hele seizoen |

### Nieuwe rollen
De rollen die in de loop van het seizoen werden geïntroduceerd als belangrijke personages
| Acteur           | Personage    | Afleveringen |
| ---------------- | ------------ | ------------ |
| Miro Kloosterman | Thijs Kramer | Hele seizoen |
| Barbara Sloesen  | Anna Brandt  | 5010–5185    |
| Gaby Blaaser     | Sacha Kramer | 5026–5185    |
| Babette van Veen | Linda Dekker | 5181–5185    |
| Buddy Vedder     | Rover Dekker | 5181–5185    |